# Tino Schomann

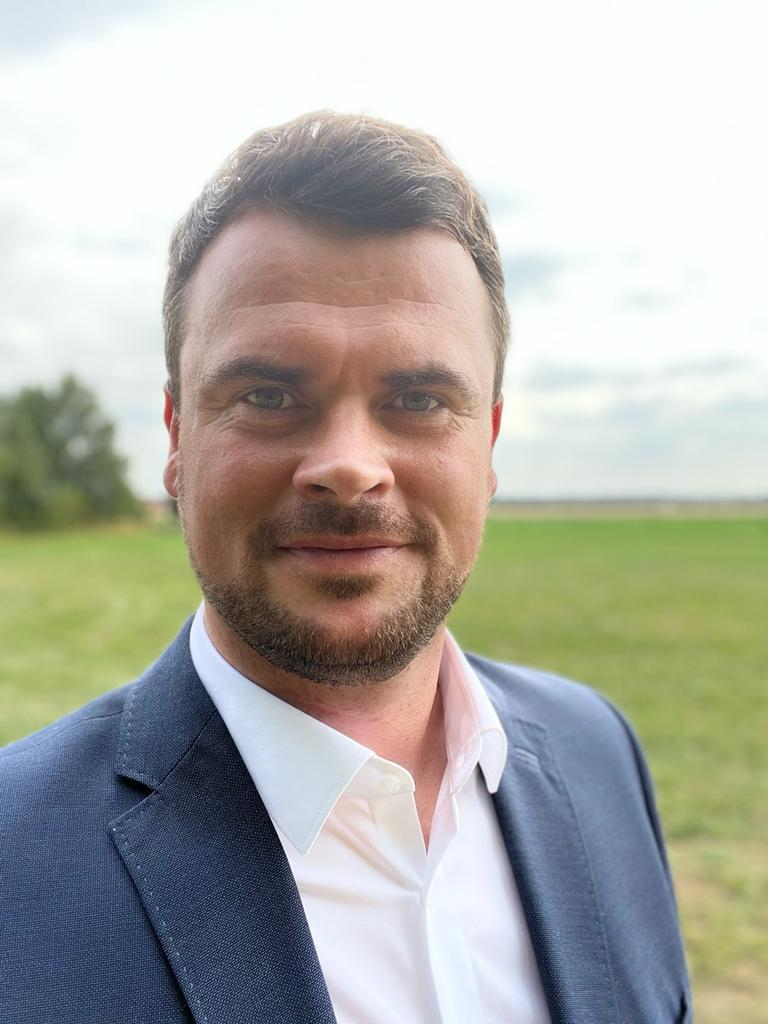
Tino Schomann (CDU) 2022

Tino Schomann (* 27. September 1987 in Wismar) ist ein deutscher Politiker (CDU) und seit 2021 Landrat des Landkreises Nordwestmecklenburg.

## Biografie
Schomann wuchs in der Gemeinde Blowatz bei Wismar auf und lebt dort noch heute. Er erhielt eine Ausbildung zum Landwirtschaftsmeister und produziert in seinem eigenen landwirtschaftlichen Betrieb in Robertsdorf (Ortsteil von Blowatz) hauptsächlich Eier aus Freilandhaltung, die regional im Eigenvertrieb verkauft werden, sowie Weihnachtsbäume.
Er ist verheiratet und hat zwei Kinder. Seit seinem 12. Lebensjahr war Tino Schomann Mitglied der Jugendfeuerwehr Blowatz, wurde mit 19 Jahren Wehrführer der Freiwilligen Feuerwehr Blowatz und leitete diese zehn Jahre lang.

### Politik
Schomann trat im Juni 2010 in die CDU ein. Von 2014 bis 2021 war Schomann Bürgermeister seiner Heimatgemeinde Blowatz. Er war bei seinem Amtsantritt der jüngste Bürgermeister in Mecklenburg-Vorpommern.
Bei der Kreistagswahl 2019 zog Schomann als Mitglied der CDU-Fraktion in den Kreistag Nordwestmecklenburg ein und übte das Mandat bis zu seiner Ernennung zum Landrat aus.
Im Mai 2021 wurde Schomann mit 62 Prozent der Wählerstimmen zum Landrat des Landkreises Nordwestmecklenburg gewählt. Damit setzte er sich in der Stichwahl im zweiten Wahlgang gegen die vorherige Amtsinhaberin Kerstin Weiss (SPD) durch.
Seit März 2022 ist Schomann im Landesvorstand der CDU Mecklenburg-Vorpommern und seit April 2024 Stellvertretender Landesvorsitzender der CDU Mecklenburg-Vorpommern.
Im Jahr 2024 kam es zu einer rechtlichen Auseinandersetzung zwischen dem Schomann unterstehenden Bauamt des Landkreises Nordwestmecklenburg und dem Unternehmen Nordwolle aus Züsow, in dessen Rahmen Schomann Vorwürfe von sich wies, nach denen es sich bei den baurechtlichen Verfahren um eine Kampagne gegen das Unternehmen handle.  Nach Auffassung des betroffenen Unternehmens führte das Bauamt die Kontrollen mit rechtswidrigem Mitteln durch. In einem gerichtlichen Eilverfahren wandte sich das Unternehmen Nordwolle beim Verwaltungsgericht Schwerin im weiteren Verlauf erfolglos gegen die sofortige Vollziehbarkeit einer teilweisen Nutzungsuntersagung, da die angefochtenen Maßnahmen des Bauamtes nach Auffassung des Verwaltungsgerichts rechtmäßig waren.